# Denis Wiktorowitsch Kljujew
Denis Wiktorowitsch Kljujew (häufig auch Denis Klujew, russisch Денис Викторович Клюев; engl. Transkription: Denis Viktorovich Klyuyev; * 7. September 1973 in Moskau) ist ein ehemaliger russischer Fußballspieler und heutiger -trainer. Der Mittelfeldspieler war unter anderem für den FC Schalke 04 aktiv.

## Karriere
Nach seiner Jugendzeit in der Sowjetunion bzw. dem späteren Russland war Feyenoord Rotterdam im Jahre 1994 für Kljujew die erste ausländische Adresse. Nach einem Jahr beim Lierse SK wechselte er schließlich zum 1. Juli 1997 zum FC Schalke 04. Sein erstes Bundesligaspiel machte er am 5. August 1997 im Auswärtsspiel beim MSV Duisburg, das mit 1:0 verloren ging. Sein einziges Bundesligator erzielte er am 19. Dezember 1997 im Revierderby gegen Borussia Dortmund zum zwischenzeitlichen 1:1. Das Spiel endete 2:2.
Nach seiner Zeit in Deutschland spielte Kljujew bis zu seinem Karriereende in Russland.
Später arbeitete Kljujew als Trainer bei der zweiten Mannschaft von Lokomotive Moskau.